# 凱恩舍姆
傾岑（Keynsham）(凱恩舍姆)英格蘭西南部的一個城鎮和民政教區，屬於索美塞特郡，靠近碧仙桃和巴斯，人口約有16,000人。

## 友好城市
- 法國 利布尔讷